# Estação de Novosibirsk
Novosibirsk-Glavnyy (em russo: Новосибирск-Главный) é a principal estação ferroviária de Novosibirsk, Rússia e um dos principais nós ferroviários de Sibéria, sede da linha ferroviária de Sibéria Ocidental e uma das estações com parada mais importante da Transiberiana. A estação foi inaugurada em 1894, cobre um área de cerca de 29 mil metros quadrados e tem capacidade para 3 900 passageiros. Desde Novosibirsk-Glavnyy partem trens às principais cidades russas, especialmente da Sibéria e do Extremo Oriente Russo, bem como destinos internacionais como Pequim, Ulán Bator, Minsk ou Taskent.
A praça da Estação foi renomeada em 1956 em homenagem a Nikolai Garin-Mijailovski, um dos principais arquitetos linha ferroviária siberiana. Na mesma praça encontra-se a estação Garin-Mijailovski do Metrô de Novosibirsk.